# Leichter Einheitswaffenträger

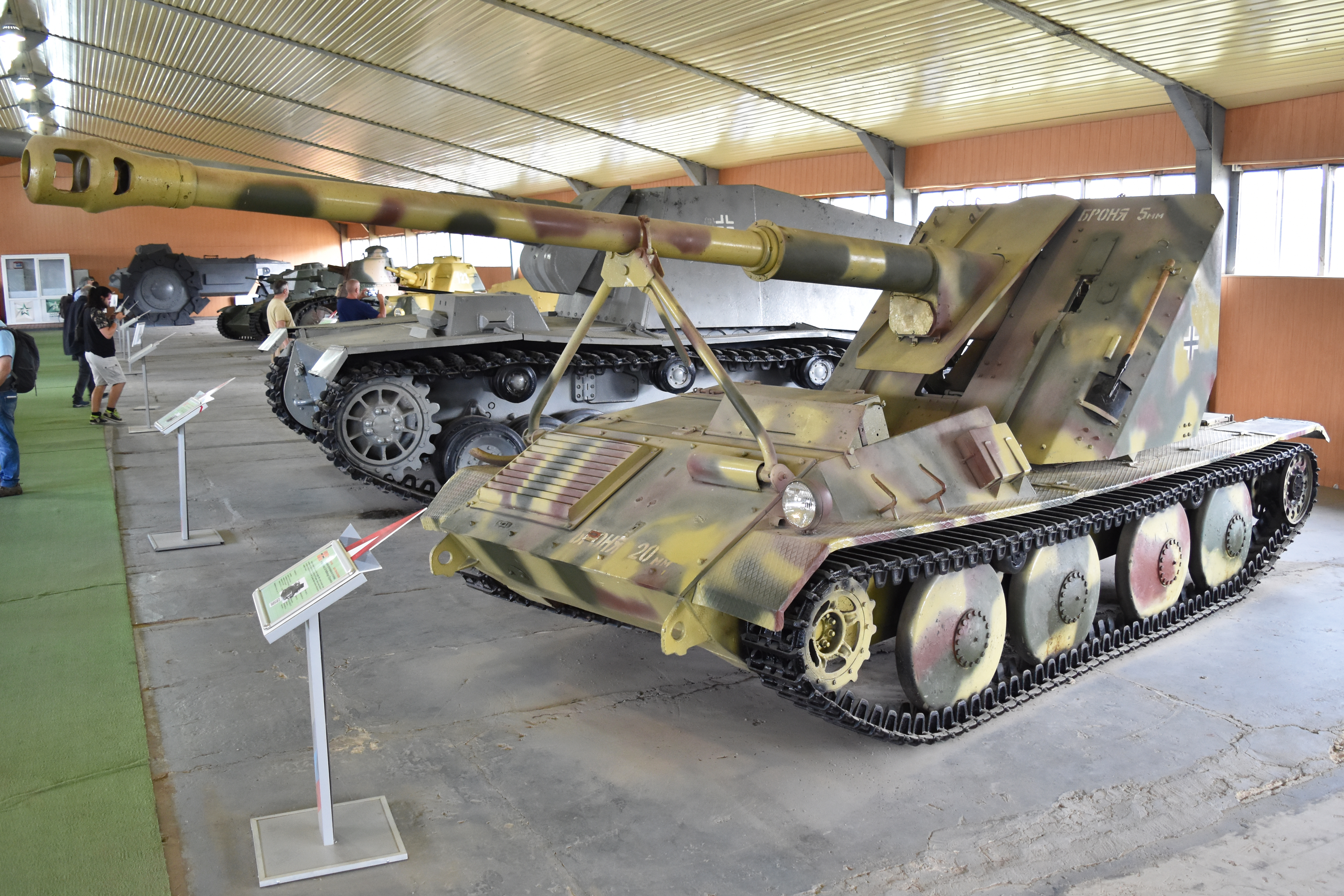
8,8-cm PaK 43 auf Waffenträger im Patriot Park (vormals Panzermuseum Kubinka)

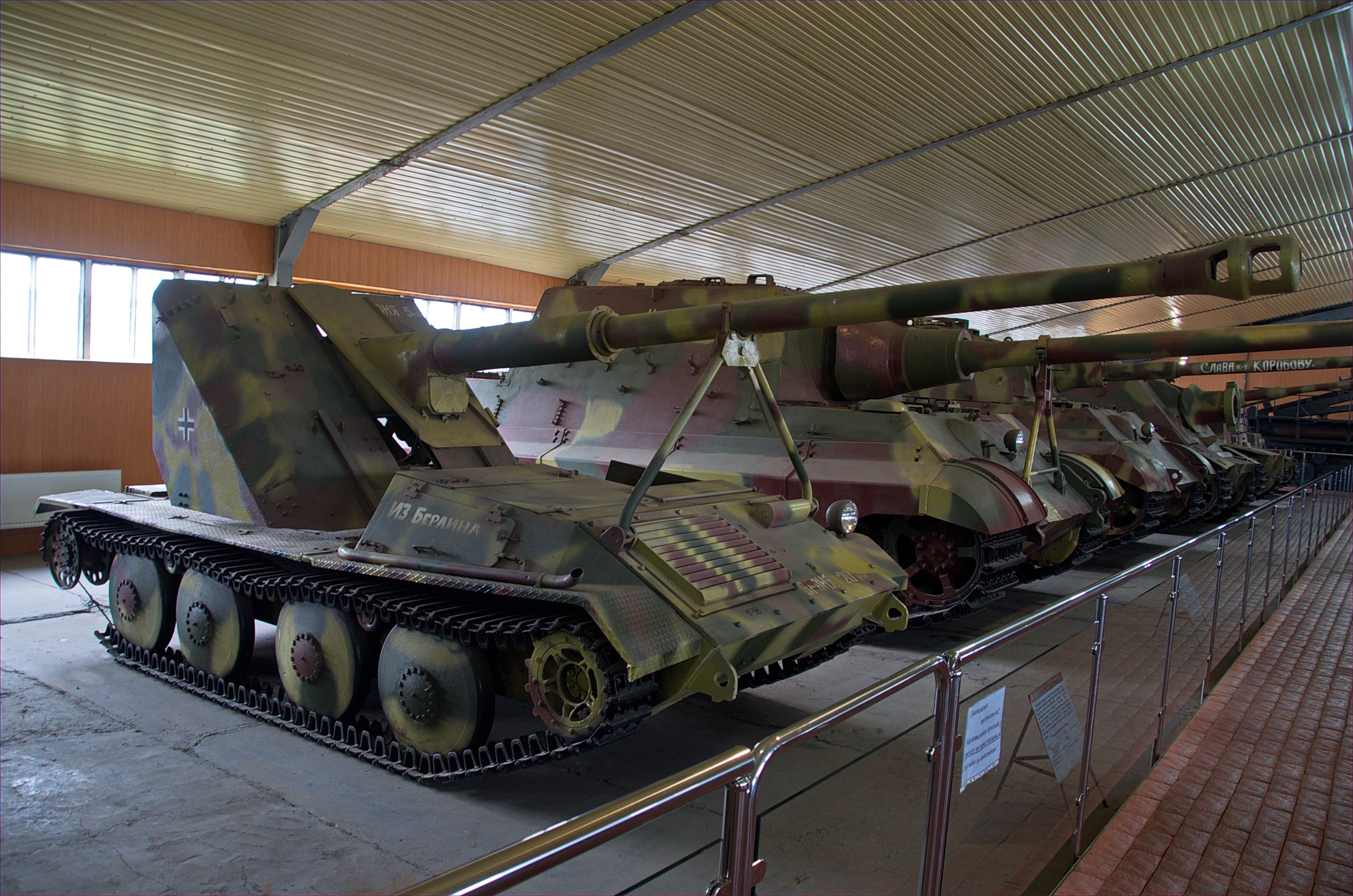
Ardelt-Waffenträger in Kubinka, dahinter ein Jagdtiger

Die Leichten Einheitswaffenträger Projekte der Wehrmacht sollten in den letzten Kriegsjahren des Zweiten Weltkrieges Geschütze, welche im Mannschaftszug nicht mehr bewegt werden konnten, mit einem möglichst einfachen motorisierten Fahrgestell versehen, welches universell für verschiedene Panzerabwehr- und Artilleriegeschütze verwendet werden sollte.
Eine einzige Selbstfahrlafette von Ardelt mit vielen Bauteilen des Panzer 38 (t) beziehungsweise Geschützwagen 38 entwickelt, wurde mit der 8,8-cm-PaK 43L/71 bei Kriegsende in geringer Stückzahl als Panzerjäger verwendet. Für die Panzerartillerie konzipierte Varianten wurden nicht mehr hergestellt.

## Hintergrund
Schon im Jahre 1942 suchte man bei der Wehrmacht nach Möglichkeiten Geschütze mobiler zu machen. Vorgesehen waren dafür sogenannte Waffenträger. Diese sollten die schweren Waffen transportieren können, aber auch der Feuerkampf sollte von diesen Fahrzeugen aus geführt werden können.
Die für Geschütze zuständige Abteilung des Heereswaffenamtes, die WaPrüf 4, richtete die Anfrage an Unternehmen, die nicht in die Fertigung von Panzerfahrzeugen involviert waren, da diese mit den Projekten für diese Fahrzeuge vollständig ausgelastet waren und da diese Firmen durch die Abteilung für militärische Fahrzeuge (WaPrüf 6) betreut wurden. Für die gewünschten gepanzerten Waffenträger wurde eine sehr konkrete Ausschreibung erstellt und es wurden einige Studien durchgeführt.
Es wurden zwei Typen angefragt:
- Einheits-Waffenträger Größe I (für 7,5-cm-Pak 40, 7,5-cm-Pak 44, 10,5-cm-leFH 18/40, 12-cm-sGrW und mittlere Flak)
- Einheits-Waffenträger Größe II (für 8,8-cm-Pak 43, für 15-cm-sFH 43, 10-cm-Kanone 18 und 12,8-cm-Kanone 43)

An dieser Ausschreibung im Jahre 1943 beteiligten sich die Firmen Krupp, Rheinmetall und Steyr. Die Vorschläge der Firmen erfüllten nicht die Erwartungen des HWA. Sie waren zu schwer und zu kompliziert für den angedachten Zweck. In der Folge erklärte sich WaPrüf 4 mit einer weniger detaillierten Vorgabe für das Fahrzeug einverstanden. Doch auch die folgenden Vorschläge überzeugten nicht.

## Entwicklungsgeschichte Waffenträger
Die deutsche Führung war Ende 1943/Anfang 1944 mit der Situation an der Ostfront im Hinblick auf die schweren Panzerabwehrgeschütze sehr unzufrieden. So wurde in einem Termin zwischen dem Heereswaffenamt und der Firma Krupp durch Oberst Wöhlermann die Lage detailliert geschildert. Nach den Rückmeldungen der Einheiten an der Front waren im Winter siebzig 8,8-cm-Pak 43/41 gesprengt worden, ohne je einmal zum Einsatz gekommen zu sein, da sich die Einheiten zurückziehen mussten und keine Zugmittel verfügbar hatten. Zuvor hatte schon Hitler verlangt, dass die schweren Pak alle motorisiert werden sollten, nachdem er die Berichte von der Front erhalten hatte.
Als Frontoffizier hatte Oberleutnant Dr. Gunther Ardelt im Gespräch mit Oberst Wöhlermann vom Heereswaffenamt (WaPrüf 4) schon Ende 1943 die Motorisierung der 7,5-cm-Pak 40 vorgeschlagen, die auch in den Ardelt-Werken gefertigt wurde. Doch hatten Versuche seines Kollegen Börgemann bereits gezeigt, dass dies nicht praktikabel war und Wöhlermann erklärt dies Oberleutnant Ardelt. Daraufhin bot Ardelt an, im Werk seiner Familie ein Vollkettenfahrgestell einfachster Bauart entwickeln zu lassen, auf dem verschiedene Geschütze montiert werden könnten. Oberst Wöhlermann nahm das Angebot an und erteilte der Firma Ardelt Anfang 1944 einen Entwicklungsauftrag mit der Vorgabe, dass der Waffenträger die le. FH 18/40, die Pak 40 und die Pak 43 tragen können müsste. Ein initialer Entwurf hatte nur einen kleinen Schild für das Geschütz und wurde deshalb abgelehnt. Rheinmetall-Borsig hatte man bei Ardelt beratend hinzugezogen. Am 26. Januar wurde Hitler ein Holzmodell des Waffenträger Ardelt präsentiert. Woraufhin durch Hitler die beschleunigte Fertigung der 8,8-cm-Pak 43 (Kreuzlafette) beschlossen wurde, damit diese Geschütze später auf die Waffenträger von Ardelt oder Steyr montiert werden konnten.
Am 3. Februar wurde bei einer Besprechung im Heereswaffenamt, an der die Abteilungen WaPrüf 4 und WaPrüf 6 sowie Vertreter von Krupp, Ardelt, Rheinmetall-Borsig teilnahmen, nochmals die taktisch-technischen Anforderungen an das Fahrzeug detailliert. Am darauf folgenden Tag ging diese Information während einer ersten Besprechung zur Beauftragung einer Entwicklung auch an Steyr-Daimler-Puch. Bei dieser Besprechung im heutigen Österreich waren auch Vertreter von Krupp und Rheinmetall-Borsig anwesend. Allen Unternehmen wurde mitgeteilt, dass vorrangig ein Fahrzeug für die 8,8-cm-Pak 43 L/71 geschaffen werden sollte.
Ferner wurde bestimmt, dass Rheinmetall einen Auftrag für die Entwicklung eines Geschützes auf Basis der KwK 43 erhält, von dem ein Holzmuster und ein Versuchsgeschütz zu liefern sein sollten. Das vorhandene Ardelt-Fahrzeug sollte fertiggestellt werden und ein Auftrag über die Fertigung weiterer 4 Versuchsfahrzeuge würde erteilt.
In einem Folgetermin am 7. Februar bei Krupp wurden vier Entwürfe geplant:
- Fahrzeugentwicklung gemeinsam mit der Firma Steyr, Krupp kümmert sich um das Geschütz, welches speziell für das Fahrzeug angepasst werden sollte
- Fahrzeugentwicklung durch die Gruppe Wölfert (Krupp-Mitarbeiter) als Wettbewerbsentwurf zu Steyr
- Weiterentwicklung der eigenen Entwicklung 8,8-cm-Pak 43 (Grille) durch die Gruppe Egen (Krupp-Mitarbeiter) mit neuen Antriebselementen (Motor, Lenk- und Wechselgetriebe)
- Fahrzeugentwicklung für starren Einbau (analog Jagdpanzern) durch die Gruppe Burger (Krupp-Mitarbeiter), sollte technisch weniger anspruchsvoll als die anderen sein

Im April 1944 präsentierten die vier Firmen ihre Prototypen. Rheinmetall arbeitete mit Borsig zusammen und stellte den Rheinmetall-Borsig-Waffenträger vor. Krupp und Steyr präsentierten den Steyr-Krupp-Waffenträger. Beide Entwürfe sahen vor, die 8,8-cm-PaK 43L/71 in einem schwach gepanzerten, nach oben offenen, drehbaren Turm unterzubringen. Der Turm war beim Rheinmetall-Borsig-Waffenträger mittig platziert, beim Steyr-Krupp-Entwurf nach hinten versetzt.

## 8,8-cm-Kanone 43 (Sf.) (Ardelt)

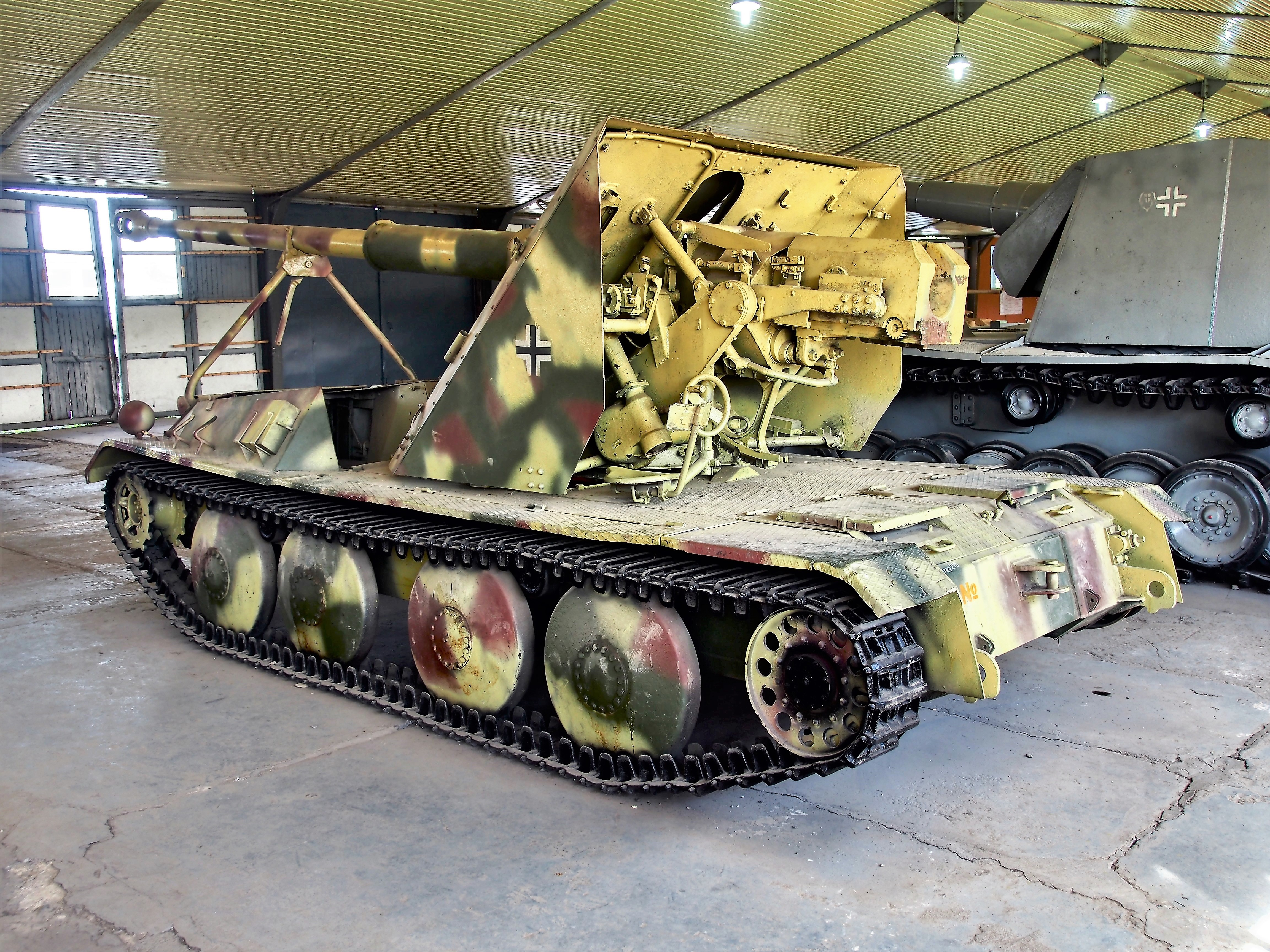
Ansicht der 8,8-cm-Kanone (Sf.) in Kubinka von hinten

Aufgrund der einfachen Bauweise fiel die Entscheidung für den Prototyp von Ardelt. Als Bewaffnung wären auch das 15-cm-schwere Infanteriegeschütz 33 und die 10,5-cm-leichte Feldhaubitze 18 möglich gewesen.

### Entwicklung
Ardelt präsentierte ein eigenes Konzept, wobei hierbei lediglich die Waffe mit Schutzschild drehbar auf der Wanne vorgesehen war. Es sind drei Prototypen bekannt, welche sich in Details unterscheiden.
Im Sommer 1944 fanden auf dem Versuchsgelände des HWA in Hillersleben weitere Versuche mit dem zweiten Fahrzeug statt, sie verliefen zufriedenstellend. Erst im November 1944 erhielt Ardelt den Auftrag zur Serienfertigung von vorerst zehn Fahrzeugen.

### Aufbau
Das Serienfahrzeug nutzte die Aufhängung, Laufrollen und Gleisketten des Panzerkampfwagen 38 (t). Auf allen bis zum Kriegsende produzierten Waffenträgern wurde die schwere 8,8-cm-PaK 43L/71 montiert. Diese war zum Schutz der Bedienmannschaft mit einem Schutzschild ausgerüstet. Die Waffe war dabei um 360 Grad schwenk- und nutzbar.

### Einsatz
Ein bekanntes Foto zeigt einen Ardelt-Geschützwagen (GW) 638/18 Sf mit 8,8cm Pak 43 vor dem Rathaus der Stadt Brandenburg in der Plauer Straße, Höhe des Hauses Altstädtischer Markt 6. Mit Fahrtrichtung Westen stand das Fahrzeug bei Kriegsende deutlich über 100 km westlich seines Produktionsortes. Laut einer Literaturquelle starb Oberleutnant Ardelt während der Verteidigung seiner Heimatstadt Eberswalde mit einem der von ihm entworfenen Waffenträger.
Vermutlich wurden alle bis zum Eintreffen der sowjetischen Truppen in Eberswalde produzierten Fahrzeuge noch in der Schlacht um Berlin eingesetzt und wurden dabei zerstört oder wurden aufgegeben.

### Museale Rezeption
Ein einziges Exemplar überstand den Krieg und ist heute im Panzermuseum Kubinka zu besichtigen.

### Technische Daten
- Besatzung: 4 Mann
- Gewicht: 11,2 t
- Abmessungen in cm
  - Länge: 543 (ohne Rohr)
  - Breite: 244
  - Höhe: 240
- Bewaffnung
  - 8,8 cm Pak 43L/71
- Antrieb
  - 6-Zylinder-Ottomotor Maybach HL 42 TRM mit 100 PS (ca. 70 kW)
  - Kraftstoffvorrat: 120 l
  - Fahrbereich: 110 km (Straße)
- Panzerung in mm
  - Wanne: 20–5
  - Schild: 5